# Kraftwerk Jaworzno
Das Kraftwerk Jaworzno liegt in Jaworzno in der Woiwodschaft Schlesien. Seit dem 29. Dezember 2000 gehört das Kraftwerk zur Południowy Koncern Energetyczny S.A.
Das erste Kraftwerk in Jaworzno wurde bereits 1898 errichtet. Damals lieferten zwei Aggregate eine Gleichspannung mit einer Leistung von 320 kW. 1903 wurde an der Zeche „Friedrich August“ (jetzt „Piłsudski“) innerhalb der Gebäude des späteren Kraftwerks ein neues Kesselhaus mit zwei Heizkesseln installiert und damit die Leistung auf 800 kW erhöht. 1921 wurde das Kraftwerk auf eine Leistung von 7620 kW ausgebaut und 1938 ein weiteres Mal auf 39,12 MW.
In den Jahren 1948–1952 wurden ein neuer Kessel und zwei neue Turbinen installiert, die Anlage hatte nun eine Gesamtleistung von 110,3 MW. Nach einer Modernisierung der Anlage 1959 erhöhte sich die Leistung auf 157,9 MW.
Das Kraftwerk Jaworzno III besteht aus sechs Kraftwerksblöcken mit einer installierten Gesamtleistung von 1345 MW. Der Kamin dieses Kraftwerks ist mit einer Höhe von 306 Metern der höchste in Polen.